# Tithorea harmonia
Espèce
Tithorea harmonia est un insecte lépidoptère  de la famille des Nymphalidae, de la sous-famille des Danainae et du genre Tithorea.

## Dénomination
Tithorea harmonia a été décrit par Pieter Cramer en 1777 sous le nom initial de Papilio harmonia.

### Noms vernaculaires
Tithorea harmonia se nomme Harmonia Tiger en anglais ,.

### Sous-espèces
- Tithorea harmonia harmonia; présent au Venezuela, au Surinam, en Guyana et en Guyane.
- Tithorea harmonia brunnea Haensch, 1905; présent au Pérou.
- Tithorea harmonia caissara (Zikán, 1941); présent au Brésil.
- Tithorea harmonia cuparina Bates, 1862; présent au Brésil.
- Tithorea harmonia dorada Brown, 1977; présent au Venezuela
- Tithorea harmonia egaensis Butler, 1873; présent au Brésil.
- Tithorea harmonia flacilla Godman & Salvin, 1898; présent en Colombie.
- Tithorea harmonia furia Staudinger, [1884]; présent en Équateur et au Venezuela
- Tithorea harmonia furina Godman & Salvin, 1898; présent en Colombie.
- Tithorea harmonia gilberti Brown, 1977; présent au Pérou.
- Tithorea harmonia helicaon Godman & Salvin, [1879]; présent au Nicaragua, à Panama et au Costa Rica
- Tithorea harmonia hermias Godman & Salvin, 1898; présent en Équateur
- Tithorea harmonia hermina Haensch, 1903; présent en Équateur
- Tithorea harmonia hippothous Godman & Salvin, [1879]; présent au Guatemala.
- Tithorea harmonia irene' (Drury, 1782); présent à Panama
- Tithorea harmonia lateflava (Haensch, 1909); présent en Bolivie.
- Tithorea harmonia manabiana Fox, 1956; présent en Équateur
- Tithorea harmonia martina Fox, 1956; présent au Pérou.
- Tithorea harmonia megara (Godart, 1819; présent à Trinité-et-Tobago.
- Tithorea harmonia melanina Haensch, 1905; présent au Pérou.
- Tithorea harmonia neitha Hopffer, 1874; présent au Pérou.
- Tithorea harmonia pseudethra Butler, 1873; présent au Brésil.
- Tithorea harmonia pseudonyma Staudinger, 1894; présent en Bolivie.
- Tithorea harmonia salvadoris Staudinger, 1885; présent au Salvador.
- Tithorea harmonia sulphurata (Zikán, 1941); présent au Brésil[1].

## Description
Tithorea harmonia est un papillon aux ailes antérieures bien plus longues que les ailes postérieures, d'une envergure d'environ 76 mm. Sur le dessus les ailes  antérieures sont de couleur marron très largement tachées de jaune et les ailes postérieures sont jaune orangé bordées de marron avec une bande dentelée marron.
Le revers est assez semblable.

## Biologie

### Plantes hôtes
La plante hôte de sa chenille est Prestonia acutifolia un Apocynaceae. Cette plante est toxique en particulier pour les oiseaux et la chenille accumule les produits toxiques qui vont continuer à le protéger au stade d'imago.

## Écologie et distribution
Tithorea harmonia est présent au Guatemala,  à Panama, au Nicaragua, au Costa Rica, au Salvador, à Trinité-et-Tobago, au Venezuela, en Équateur, en Bolivie, au Pérou, au Brésil, au Surinam, en Guyana et en Guyane.

### Biotope
Tithorea harmonia réside en forêt subtropicale et en forêt tropicale humide.

### Protection
Pas de statut de protection particulier.